# Carpenters Workshop Gallery
Carpenters Workshop Gallery est une galerie d'art et de design contemporain.

## Historique
La Carpenters Workshop Gallery est fondée en 2005 par Loïc Le Gaillard et Julien Lombrail.
Depuis sa création, la galerie représente des designers émergents et à renommée internationale, comme Atelier Van Lieshout, RAndom International, Les Frères Campana, Andrea Branzi, Wendell Castle et Rick Owens. Carpenters Workshop Gallery est directement impliquée dans la recherche et la production des œuvres qu’elle expose en édition limitée.
La galerie est déployée sur quatre espaces : à Londres, dans les quartiers de Chelsea et de Mayfair, à Paris, dans le Marais, et à New York, dans le quartier au cœur de la 5e avenue. La galerie possède également à Roissy un espace consacré à la recherche et au développement artistique.
En 2010, Sotheby's et Carpenters Workshop Gallery organisent une exposition dans le jardin du Château de Sudeley dans le Gloucestershire, sud-ouest de l'Angleterre. Des sculptures des designers Wendell Castle, Studio Job, Studio Makkink & Bey et Pablo Reinoso y sont installées de mai à août.
L'espace parisien, qui compte six cents mètres carrés, a ouvert ses portes en 2011.
En 2012, Carpenters Workshop Gallery fait connaître le collectif anglais Random International avec l’exposition "Before the Rain", qui précédera l’installation Rain Room au Barbican à Londres et au Museum of Modern Art à New York.
En 2013, Carpenters Workshop Gallery expose à Londres une sélection de mobiliers créés par Rick Owens. C'est alors la première fois que ses pièces sont exposées.

## Artistes représentés par la galerie
| - Atelier Van Lieshout - Maarten Baas - Sebastian Brajkovic - Andrea Branzi - Les Frères Campana - Nacho Carbonell - Wendell Castle | - Vincenzo de Cotiis - Ingrid Donat - Vincent Dubourg - Lonneke Gordijn and Ralph Nauta - Johanna Grawunder - Stuart Haygarth - Mathieu Lehanneur | - Les M - Frederik Molenschot - Nendo - Normal Studio - Rick Owens - Wonmin Park - RAndom International | - Giacomo Ravagli - Pablo Reinoso - Robert Stadler - Studio Job - Charles Trevelyan |

Travaux présentés :
- Marc Quinn[11]

## Manifestations
Carpenters Workshop Gallery participe aux foires suivantes :
- Art Basel
- Biennale des antiquaires
- BRAFA
- Design Days Dubaï
- Design Miami/
- FIAC
- Masterpiece
- PAD Paris / London